# 瘤碘泡虫
瘤碘泡虫（学名：Myxobolus tuberculus）为碘泡科碘泡虫属的动物。在中国，分布于湖北等，营寄生生活，寄生在鲫的心、输尿管、膀胱。